# Berni Huber
Bernhard „Berni” Huber (ur. 11 lipca 1967 w Obermaiselstein) – niemiecki narciarz alpejski reprezentujący RFN, a później Niemcy. Zajął 19. miejsce w zjeździe na igrzyskach w Albertville w 1992 r. co jest jego najlepszym wynikiem olimpijskim. Najlepszym wynikiem Hubera na mistrzostwach świata było 10. miejsce w kombinacji na mistrzostwach w Vail w 1989 r. Najlepsze wyniki w Pucharze Świata osiągnął w sezonie 1990/1991, kiedy to zajął 40. miejsce w klasyfikacji generalnej.

## Sukcesy

### Puchar Świata

#### Miejsca w klasyfikacji generalnej
- 1987/1988 – 79.
- 1988/1989 – 51.
- 1989/1990 – 68.
- 1990/1991 – 40.
- 1991/1992 – 56.
- 1993/1994 – 137.
- 1994/1995 – 128.
- 1995/1996 – 72.

#### Miejsca na podium
1. Val Gardena – 14 grudnia 1990 (zjazd) – 2. miejsce